# واکنش هک
واکنش هک (به انگلیسی: Heck reaction) که با نام واکنش میزوروکی-هک (به انگلیسی: Mizoroki-Heck reaction) نیز شناخته می‌شود، گونه‌ای از واکنش جفت‌شدن در شیمی آلی است که در آن یک هالید (یا تریفلات) غیر اشباع با یک آلکن در محیط بازی و در حضور کاتالیزور پالادیم واکنش داده و تشکیل یک استخلاف از آلکن را می‌دهد. این واکنش به افتخار شیمیدان آمریکایی و برنده جایزه نوبل شیمی سال ۲۰۱۰، ریچارد اف. هک نامگذاری شده است.